# Křtěnov
Křtěnov (en allemand : Kretinau) est une commune du district de Blansko, dans la région de Moravie-du-Sud, en République tchèque. Sa population s'élevait à 218 habitants en 2020.

## Géographie
Křtěnov se trouve à 9 km au nord-ouest de Kunštát, à 26 km au nord-ouest de Blansko, à 42 km au nord-nord-ouest de Brno et à 155 km à l'est-sud-est de Prague.
La commune est limitée par Olešnice au nord, par Crhov à l'est, par Louka et Prosetin au sud, et par Lhota u Olešnice à l'ouest.

## Histoire
La première mention écrite de la localité date de 1447.